# 大花白猪
大花白猪是中国猪优良品种之一，原产珠江三角洲。
大花白猪有毛黑白斑，嘴呈圆筒状，耳下垂，前躯、中躯发育良好，腹部稍大，腰背微凸。有生长快、肉质佳、适应性强等特点。成年公猪约130公斤，母猪约110公斤。